# 裵亀子
裵 亀子（배구자、ペ・クジャ、1905年 - 2003年）は、日本統治時代の朝鮮で主に活動した舞踊家で劇場経営者である。本貫は盆城裵氏。韓国人として初めて西洋舞踊を導入して韓国で公演した舞踊家であった。

## 生涯
忠清南道大田出身だが、その出自についてはいくつかの説がある。裵貞子の姪といわれているが、裵貞子と伊藤博文との間の娘という噂もあった。晩年に本人は明治天皇と閔妃の血を受け継いでいると言っていたようである。
幼年時代については不明である。これは、裵亀子が所属していた日本の松旭斎天勝一座が京城府で公演を始めた1918年頃からマスコミで報道され始めた経歴を、本人が後に否定したためである。ただ、時期は不明であるが、若い頃に松旭斎天勝一座の団員になり、海外公演をしながら舞踊を学んだようである。
1926年、松旭斎天勝の平壌公演中にひそかに抜け出し、蟄居となった。天勝一座から抜け出した理由として、団長であり義母であった天勝の義理の息子と恋仲となり、立場が悪くなったためという。この時脱走を助けた洪淳彦と後に結婚した。このころまでは裵亀子は韓国語を話していなかった。
1928年、「裵亀子お別れ舞踏会」を行ったものの、舞踏界に復帰し、1929年から洪淳彦の援助を受け活動を再開した。現在のソウル特別市中区新堂洞に裵亀子舞踊研究所を創設し、研究生を募り指導した。裵亀子は長い外国生活の間に朝鮮舞踊に関心を持つようになっていたが、このころより本格的に朝鮮舞踊に取り組むようになった。
裵亀子は研究生たちと裵亀子舞踊劇団を設立し、朝鮮と日本を行き来して巡回公演を行った。その公演は舞踊や音楽によるショーレビューを中心に、歌劇、寸劇、悲劇を含む総合的なプログラムであった。朝鮮の伝統的民謡に踊りをつけるなど、新しい試みも行われた。盛んに公演を行う中、洪淳彦と東洋劇場を設立し新派劇の全盛を築いた。
1937年、夫洪淳彦が急逝した。夫の喪が明ける前に他の男との子供を妊娠し再婚したが、東洋劇場の経営権を巡って告訴された。再婚後は一切の活動から身を引き、劇団も解団した。1950年代には、日系アメリカ軍人と三度目の結婚をし日本に移住したが、晩年にアメリカに移住した。98歳の長寿で2003年死去した。

## 参考資料
- 강옥희,이영미,이순진,이승희 (2006). 식민지시대 대중예술인 사전（植民地時代の大衆芸術事典）. 소도. p. 147 - 151. ISBN 978-89-90626-26-4
- 배구자(裵龜子) - 韓国学中央研究院